# Qualcosa di grande (Lùnapop)
Qualcosa di grande è un singolo del gruppo musicale italiano Lùnapop, pubblicato il 3 aprile 2000 come terzo estratto dall'unico album in studio ...Squérez?.

## Descrizione
Il brano fa vincere al gruppo l'edizione 2000 del Festivalbar.
Il singolo debutta in radio e nei negozi il 3 aprile 2000 e rimane in rotazione fino a dicembre. Il brano viene inoltre scelto come colonna sonora per il film E adesso sesso diretto da Carlo Vanzina.
Il singolo di Qualcosa di grande esce anche in Spagna con il titolo Algo grande il 7 maggio 2001. Nel singolo è contenuta anche la versione in inglese di 50 Special.
Nel 2021 la canzone viene certificata disco di platino per la prima volta. Questo è il secondo platino totale dei Lùnapop dopo 50 Special.

## Tracce
Edizione italiana
1. Qualcosa di grande – 4:31
2. La fiera dei sogni – 2:52

Edizione spagnola
1. Algo grande – 4:26
2. 50 Special (English Version) – 2:52
3. MŒ – 4:18

## Classifiche
| Classifica (2001) | Posizione massima |
| ----------------- | ----------------- |
| Italia            | 28                |